# Daron Malakian and Scars on Broadway
Daron Malakian and Scars on Broadway (cunoscut anterior doar ca Scars on Broadway) este o trupă rock americană fondată de Daron Malakian din trupa de metal System of a Down. Albumul de debut al trupei a fost lansat în iulie 2008. La sfârșitul anului 2008, trupa a intrat într-o pauză. În aprilie 2018, Malakian a anunțat că trupa va lansa al doilea album intitulat Dictator în iulie 2018.

## Istorie

### Albumul de debut (2005-2008)
În decembrie 2005, Malakian a declarat într-un interviu că „ar putea lansa zece discuri solo mâine.” El a dezvăluit că are „tone de material în jur”, precum și planurile sale pentru viitor: „După aceste albume [Mezmerize și Hypnotize], voi pleca și voi face ceva pe cont propriu, la fel ca Serj.” După hiatus-ul lui System of a Down din mai 2006, Malakian și-a anunțat cel mai recent proiect – Scars on Broadway – o trupă care va include Bateristul System of a Down John Dolmayan și pe el însuși.
După ce Malakian și Dolmayan au experimentat cu diferiți muzicieni, pentru o perioadă de nouă luni în 2007, trupa a luat formă și și-a forjat sunetul în repetiții intense și sesiuni de înregistrări sub conducerea lui Malakian la studioul său de acasă și Sunset Sound; cu muzicienii Danny Shamoun la clape, Dominic Cifarelli la bas și Franky Perez la chitară. Trupa a început să înregistreze albumul de debut în septembrie 2007.
Primul lor spectacol live a avut loc pe 11 aprilie 2008, la Whisky a Go-Go din Los Angeles. De asemenea, ei au cântat cu Metallica la KFMA Day 2008 în Tucson, Arizona. Pe 22 ianuarie 2008, Scars on Broadway a fost anunțat că va cânta la Festivalul de muzică și arte din Coachella Valley pe 26 aprilie 2008.
Pe 2 mai 2008, trupa a anunțat că albumul lor de debut, Scars on Broadway, va fi lansat pe 28 iulie 2008. O săptămână mai târziu, trupa a semnat cu Interscope Records.

### Hiatusul, al doilea hiatus (2008-2018)
La sfârșitul anului 2008, Malakian a anunțat că turneul principal pentru a promova lansarea albumului, care a inclus o apariție la Jimmy Kimmel Live!, va fi anulat fără planuri de reprogramare. Malakian a invocat motive personale drept motiv din spatele anulărilor. Interviurile cu Cifarelli și Dolmayan au sugerat că trupa a fost terminată.
În august 2009, Dolmayan, Perez, Shamoun și Cifarelli ca Scars on Broadway au călătorit în Irak pentru un turneu USO prin bazele armatei americane, fără Malakian.
Pe 29 iulie 2010, o nouă melodie intitulată „Fucking” a fost lansată pe SoundCloud, folosind o funcție specială în care utilizatorii trebuiau să partajeze melodia pe rețelele sociale pentru a debloca descărcarea. Pe 20 august 2010, Scars on Broadway a participat la un spectacol sold out la Avalon din Hollywood. Un videoclip muzical pentru „Fucking” a fost lansat ulterior în martie 2011, folosind filmări de la concert.
În ciuda planurilor ca un album fără titlu să apară la începutul anului 2013, menționate la emisiunile live, nu au fost oferite informații noi despre album până în 2018.

### Dictator (2018-prezent)
Pe 16 aprilie 2018, Malakian a anunțat că single-ul principal de pe cel de-al doilea album va fi lansat pe 23 aprilie. Trupa a fost redenumită „Daron Malakian and Scars on Broadway”. În ceea ce privește schimbarea, Malakian a declarat: „Nimeni nu a părăsit [formația]. Când am început pentru prima dată Scars, am spus întotdeauna că vor fi formații diferite de la album la album. Depinde de tipul de direcție pe care vreau să o iau. Muzicieni diferiți lucrează pentru diferite stiluri. De aceea, parțial, mi-am adăugat numele în fața trupei.". Pe 23 aprilie 2018, Malakian a lansat videoclipul oficial al piesei "Lives", anunțând și data lansării celui de-al doilea album al trupei, intitulat Dictator, pe 20 iulie 2018.
Albumul a fost înregistrat în 2012, Malakian explicând întârzierea spunând: „Neștiind ce se întâmplă cu System, m-a împiedicat să-mi lansez propriile lucruri. A trecut prea mult timp și sunt foarte încântat să scot în sfârșit niște muzică.”

## Membrii

##### Membrii actuali
Daron Malakian - voce principală, chitară principală, bas, clape (2006-2008, 2010-prezent), tobe (2012-prezent)

##### Membrii de turneu
- Orbel Babayan - chitară ritmică, voce secundară, sampler (2018–prezent)
- Niko Chantziantoniou - bas (2018–prezent)
- Roman Lomtadze - tobe (2018–prezent)

##### Foști membri
- John Dolmayan — tobe (2006–2009, 2010–2012)
- Franky Perez — chitară ritmică, voce secundară (2008–2009, 2010)
- Danny Shamoun — clape, pian, percuții (2008–2009, 2010–2012)

##### Foști membri de turneu
- Dominic Cifarelli — bas, voce secundară (2008–2009, 2010–2012)
- Jules Pampena — tobe (2012)

## Discografie

##### Albume de studio
| Anul lansării | Detalii | Topuri | Topuri | Topuri | Topuri | Topuri | Topuri | Topuri | Topuri | Topuri | Topuri | Topuri |
| Anul lansării | Detalii | US     | AUS    | CAN    | FIN    | FRA    | GER    | NLD    | NZL    | SWE    | SWI    | UK     |
| ------------- | --- | ------ | ------ | ------ | ------ | ------ | ------ | ------ | ------ | ------ | ------ | ------ |
| 2008          | Scars on Broadway - Lansat: 29 iulie 2008 - Casă de discuri: Interscope - Format: CD, CD/DVD, LP, download digital | 17     | 43     | 11     | 14     | 88     | 23     | 83     | 26     | 54     | 58     | 41     |
| 2018          | Dictator - Lansat: 20 iulie 2018 - Casă de discuri: Scarred for Life - Format: CD, LP, download digital            | —      | —      | —      | —      | —      | —      | —      | —      | —      | 54     | —      |